# Station Pobiedna
Station Pobiedna is een spoorwegstation in de Poolse plaats Pobiedna.